# Traverse (fortification)
Pour les articles homonymes, voir traverse (homonymie).
Une traverse est, en fortification bastionnée ou polygonale, un élément destiné à protéger les défenseurs ou constituer un retranchement.

## Étymologie et définition

### Définition
1. En fortification bastionnée, massif généralement en terre revêtu de brique ou de pierre disposé en travers des terre-pleins ou des banquettes des bastions et des courtines pour protéger les défenseurs et les canons des éclats[1],[2].
2. En fortification bastionnée, parapet avec banquette disposé en travers sur les chemins couverts des glacis pour protéger les défenseurs du tir en enfilade et constituer un retranchement[1],[2].
3. En fortification polygonale, au sens traverse-abri, massif de terre couvrant un abri casematé placé le long de la rue du rempart entre les plateformes de tir[3].

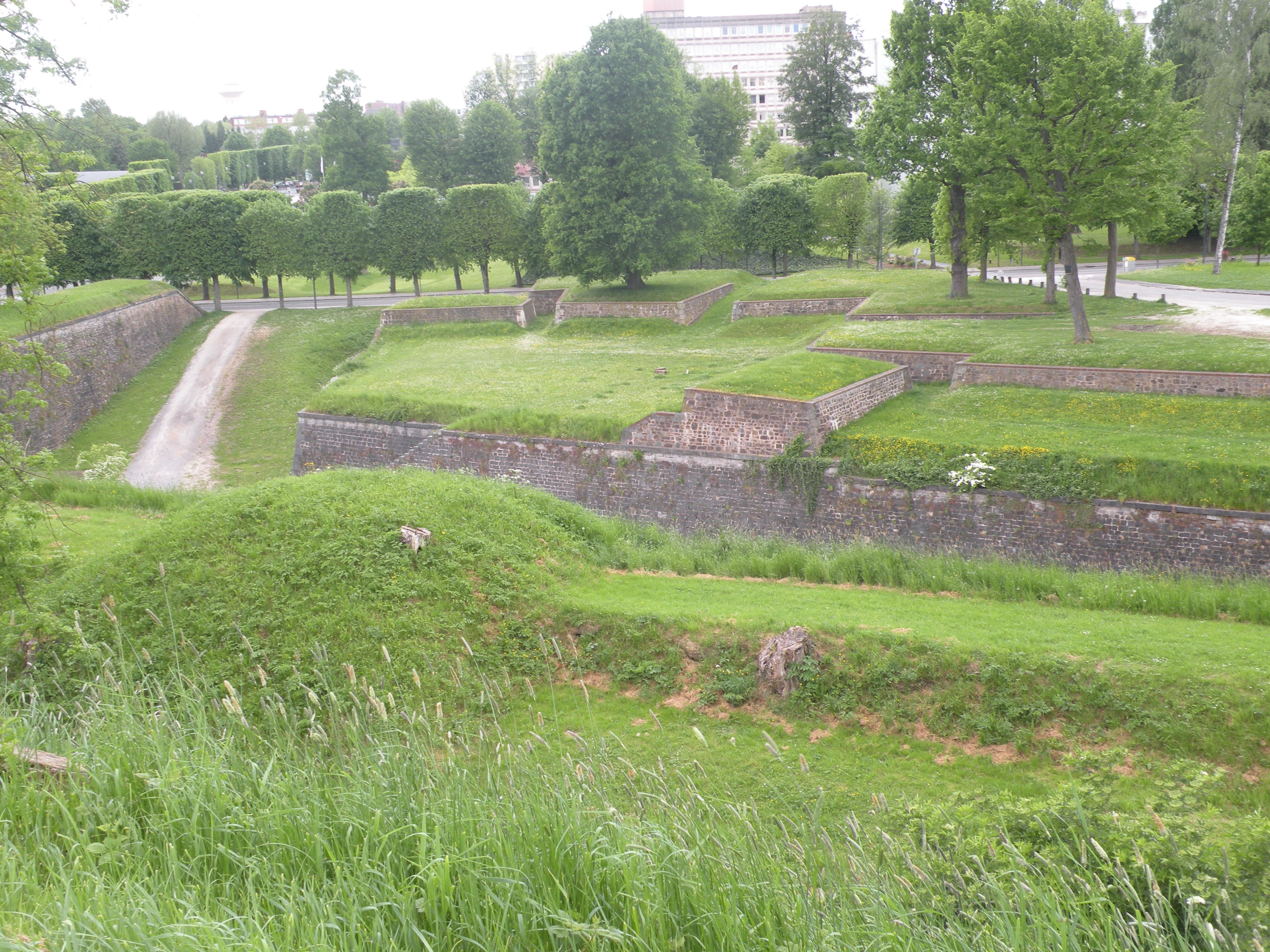
2. Traverses protégeant une place d'armes rentrante à Maubeuge.
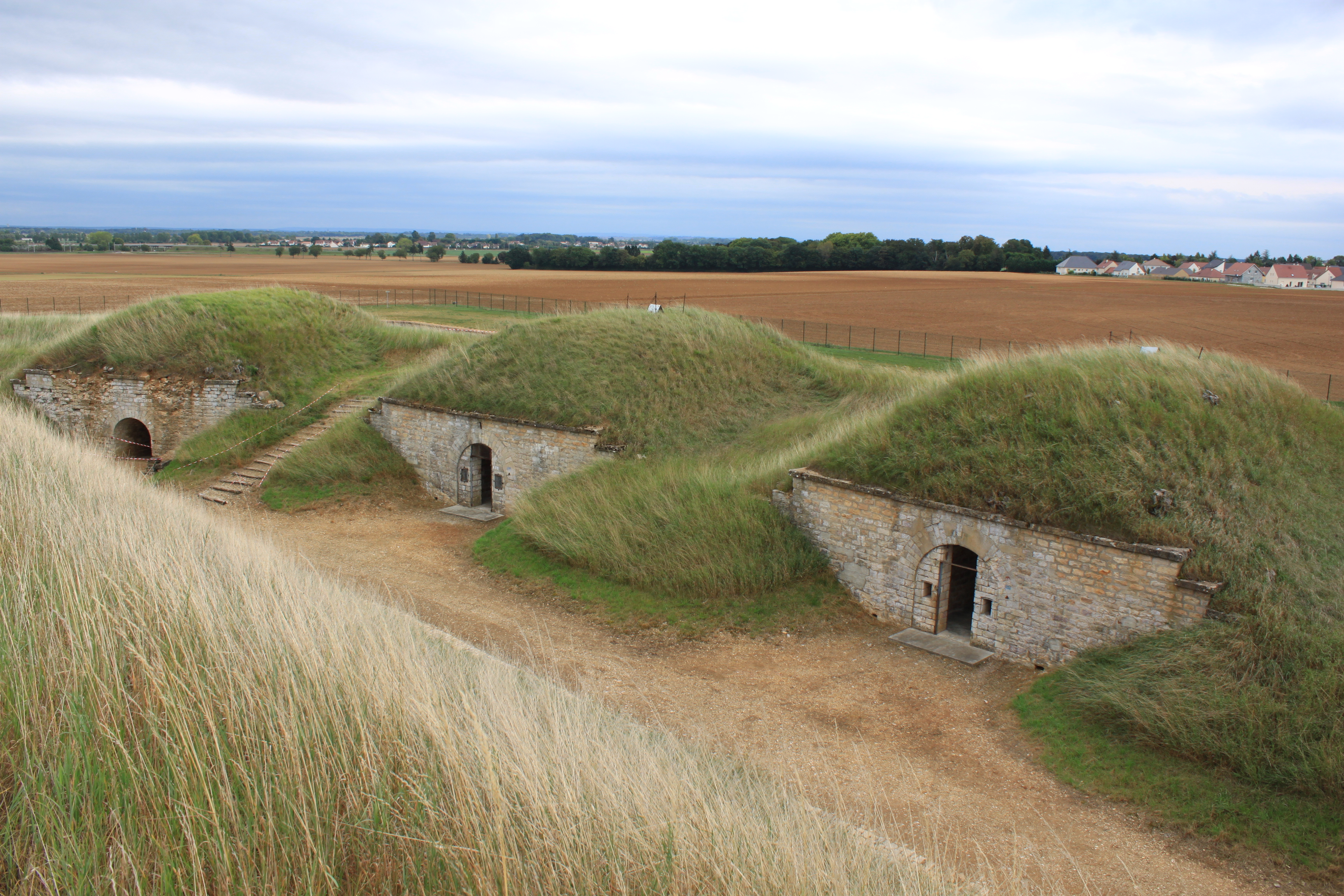
3. Traverses-abris le long de la rue du rempart au fort de Beauregard.

## Histoire

### En fortification polygonale
Pendant les décennies 1860 à 1880, la République française et l'Empire allemand font construire un grand nombre de forts à leurs frontières, du type Séré de Rivières côté français et du type Biehler côté allemand. Antérieurement, en fortification bastionnée (du XVIe siècle jusqu'au milieu du XIXe siècle), l'artillerie était essentiellement disposée en ligne sur une banquette protégée d'un tir en enfilade par des traverses (quelques rares pièces étaient placées dans des casemates voûtées).
Avec la fortification polygonale, l'artillerie est encore à l'air libre mais placée le long de la rue du rempart sur des plateformes de tir séparées par des traverses-abris : les traverses deviennent plus massives, construites en maçonnerie recouverte d'une épaisse couche de terre, et comportant à l'intérieur un vaste abri voûté. Étant capable de résister à l'explosion des obus de l'époque, ces traverses-abris ont pour mission de protéger le personnel et les munitions en cas de bombardement. Corolairement, les traverses étant devenues plus encombrantes, chaque plateforme n’accueille plus qu'une pièce ou deux.
En conséquence des évolutions techniques dans le domaine de l'artillerie (nouveaux explosifs, fusée-détonateur et progrès sidérurgiques permettent de développer de nouveaux obus plus puissants) qui ont déclenché la « crise de l'obus-torpille », la première réaction est de disperser les pièces d'artillerie en dehors des forts dans une multitude de batteries beaucoup plus petites. Ensuite, la solution fut d'améliorer la protection en creusant profondément (abri-caverne), en bétonnant (casemate de Bourges) ou en cuirassant (tourelle de 75 mm et tourelle de 155 mm) les ouvrages.

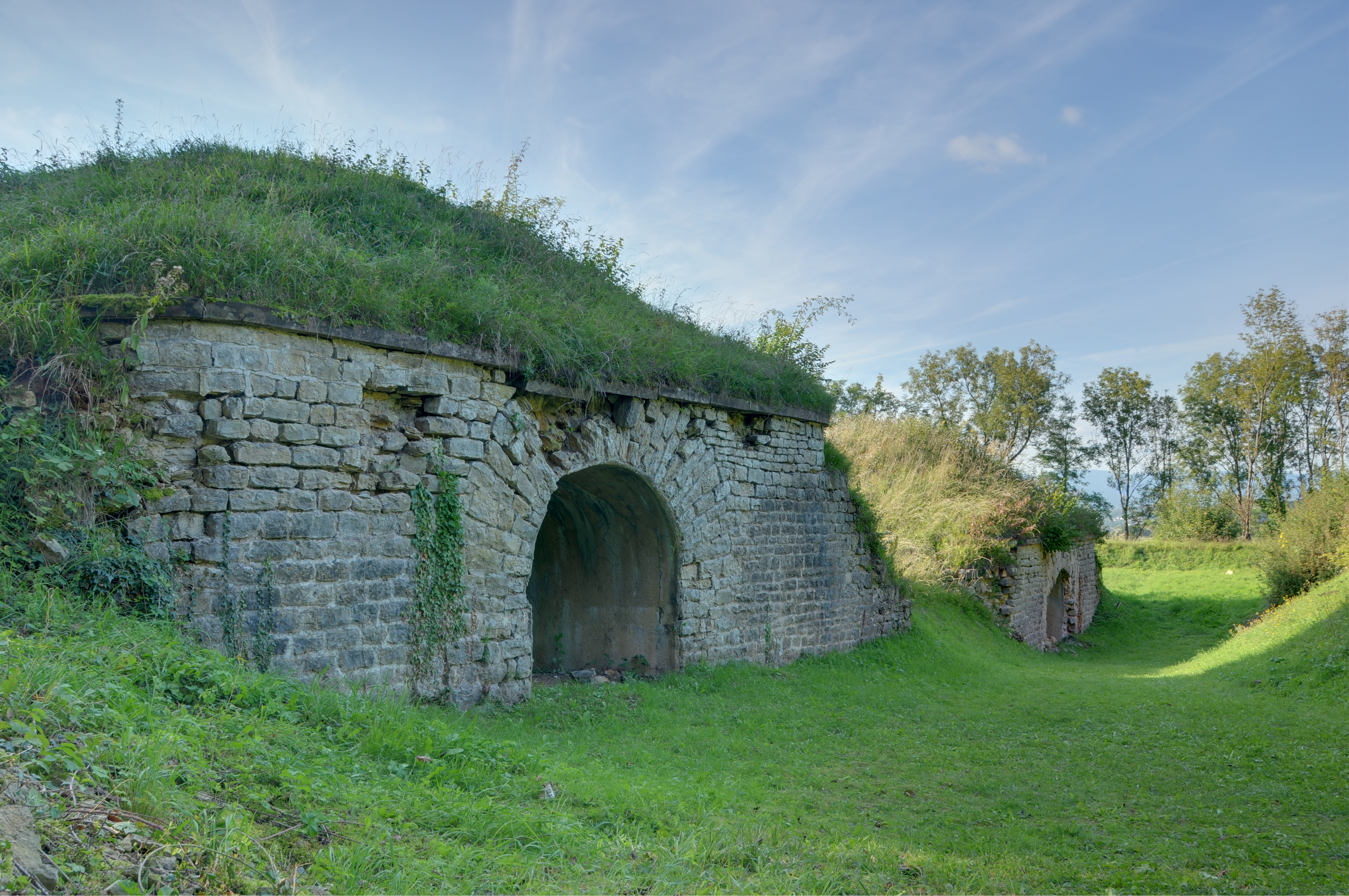
Entrée d'une traverse-abri du fort des Basses-Perches : elle est construite en maçonnerie et recouverte de terre.
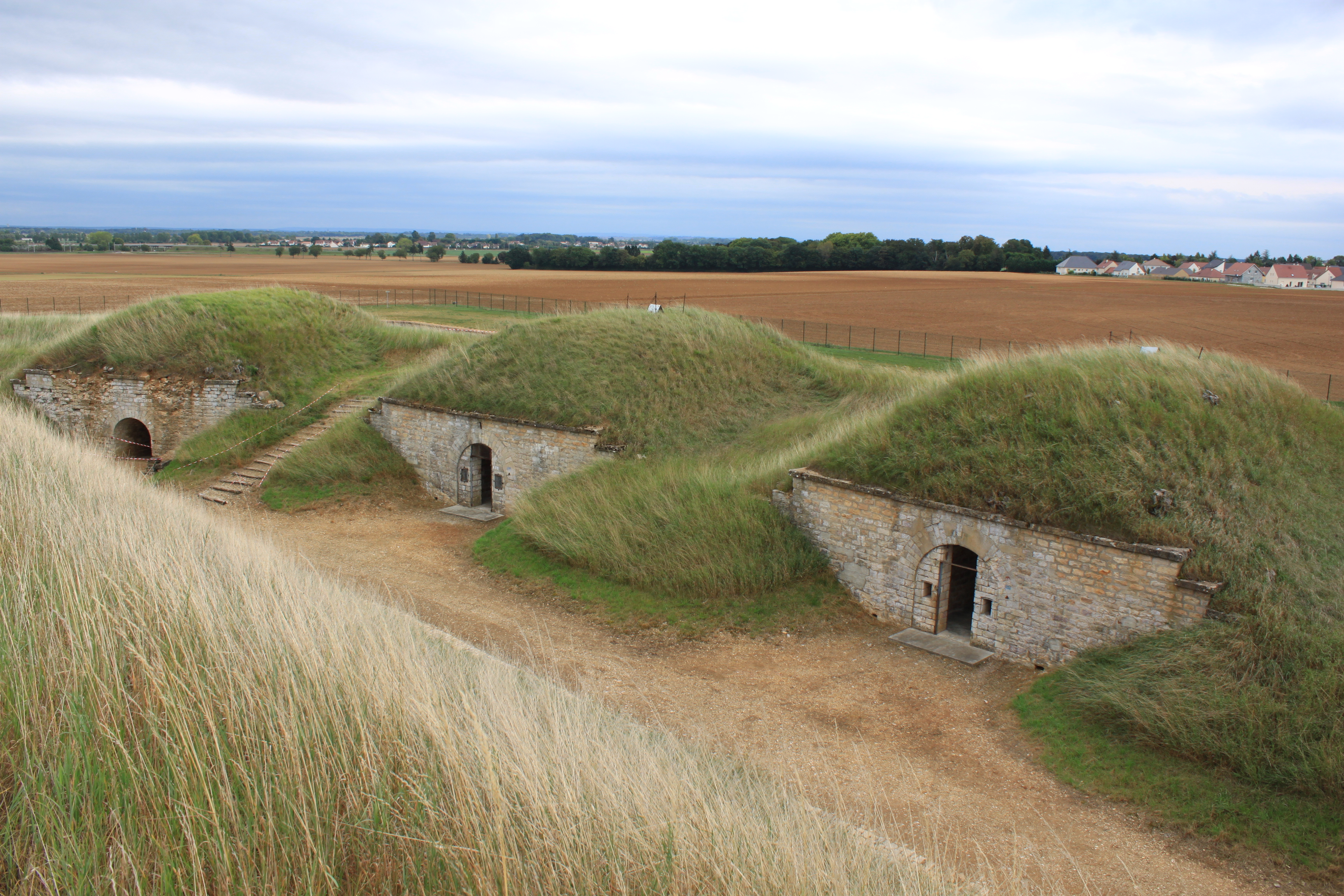
Trois traverses-abris du fort de Beauregard, avec deux plateformes de tir entre-elles.